# NAI CK-1
O NAI CK-1 (chinês: 长空一号, pinyin: chángkōng yī hào, lit. ‘céu longo-1’) é um drone alvo, e o primeiro drone, desenvolvido pela República Popular da China. Foi derivado do veículo aéreo não tripulado soviético Lavochkin La-17 (VANT). O desenvolvimento começou com a Força Aérea do Exército Popular de Libertação (PLAAF) no início dos anos 1960 antes de ser assumido pelo Nanjing Aviation Institute (NAI) em 1968. Ele entrou em serviço no final dos anos 1970.